# 格罗弗 (科罗拉多州)
格罗弗（英語：Grover），是美国科罗拉多州韦尔德县下属的一座城市。建市于1916年10月6日，面积大约为0.595平方英里（1.54平方公里）。根据2010年美国人口普查，该市有人口137人。2011年估计该市有人口141人，相比2010年人口增长率为2.92%。同时，论人口该市是科罗拉多州第244大城市。